# Eric S. Raymond

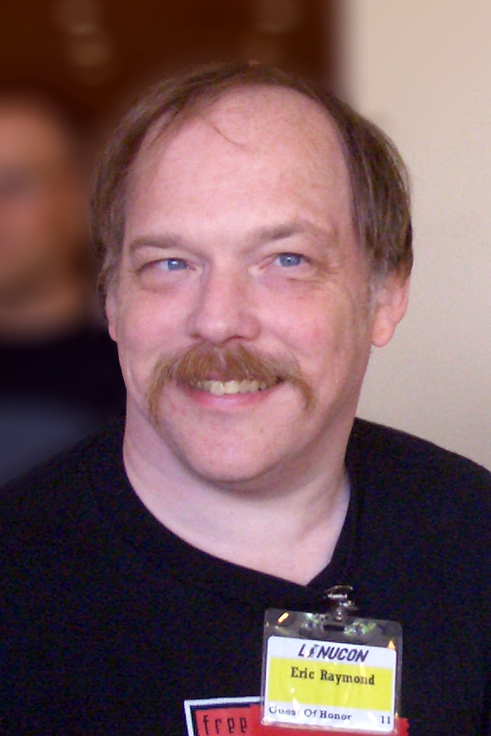
Eric S. Raymond (Oktober 2004)

Eric Steven Raymond (* 4. Dezember 1957 in Boston, Massachusetts), auch bekannt als ESR, ist ein US-amerikanischer Autor und Softwareentwickler in der Hacker- und Open-Source-Szene.

## Leben
Raymond ist für viele FAQs und Howtos verantwortlich, führt ca. 30 Open-Source-Projekte, verfasst Bücher und ist Blogger. Er entwickelte die C-Implementierung der INTERCAL-Programmiersprache, betreute zeitweise das Mail-Transportprogramm Fetchmail, wirkte bei der GNU-Bibliothek ncurses mit und hat ein Konfigurationstool namens CML2 für den Linux-Kernel geschrieben, welchem aufgrund ablehnender Resonanz der Kernel-Hacker kein Erfolg beschieden war. Er ist Mitbegründer der Open Source Initiative (OSI).
Raymond verfasste unter anderem den Essay Die Kathedrale und der Basar (1997) (The Cathedral and the Bazaar), das gleichnamige Buch, sowie die Essays Homesteading the Noosphere (etwa: Besetzung der Noosphäre), The Magic Cauldron (Der verzauberte Kessel) und Revenge of the Hackers (Die Rache der Hacker), verwaltet die Onlineversion des The New Hacker's Dictionary (Jargon File) und übertrug das Gleichnis Zwerge auf den Schultern von Riesen auf die Hackerkultur. Für Aufsehen sorgte er mit der Veröffentlichung interner Microsoft-Papiere (Halloween-Dokumente) und heizte so den öffentlichen Wettstreit zwischen den Betriebssystemen Windows und Linux weiter an.
Seit Ende der 1990er wurde Raymond zu einer der bekanntesten und umstrittensten Figuren der Open-Source-Bewegung. Er bekennt sich zu den Idealen des Libertarismus und ist starker Verfechter des Rechts auf Waffenbesitz. Er unterstützt die Libertarian Party.
Eric Raymond hat einige Auftritte in der Linux-Dokumentation Revolution OS.

## Veröffentlichungen
- The New Hacker's Dictionary. 3rd edition. MIT Press, Cambridge MA u. a. 1996, ISBN 0-262-68092-0, Website.
- The Cathedral & the Bazaar. Musings on Linux and Open Source by an Accidental Revolutionary. Revised edition. O’Reilly & Associates, Beijing u. a. 2001, ISBN 0-596-00108-8.
  - Veröffentlichung des Buches im XML oder PostScript Format auf seiner Homepage (inkl. Übersetzungen)
- The Art of UNIX Programming. Addison-Wesley Professional, Boston MA u. a. 2003, ISBN 0-13-142901-9 (Addison-Wesley Professional Computing Series), Website und aktualisierter Volltext.